# Ikegami
Ikegami Tsushinki Co., Ltd. (яп. 池上通信機株式会社 Икэгами Цу:синки Кабусики гайся) (TYO: 6771) — японский производитель профессионального и вещательного телевизионного оборудования высокого качества. Основную долю в производстве занимают репортажные и студийные камеры.
Производит также оборудование для производственного видеонаблюдения.